# Comment survivre à sa mère
Comment survivre à sa mère è un film canadese del 2007, diretto da Émile Gaudreault.

## Trama
Clara ha messo in pausa la sua vita per prendersi cura della madre irascibile che sta vivendo i suoi ultimi giorni. Quando quest'ultima, prima di morire, gli confessa di essersi pentita di non averla conosciuta veramente, Clara, ossessionata da questa rivelazione, cerca di avvicinarsi alla figlia Bianca, che ha molte relazioni con uomini conosciuti su Internet.

## Riconoscimenti
- Candidatura al Genie Award per la miglior attrice non protagonista - Véronique Le Flaguais (2008).